# Idaea suffumata
Idaea suffumata là một loài bướm đêm trong họ Geometridae.